# Wicres
Wicres település Franciaországban, Nord megyében. Lakosainak száma 562 fő (2022. január 1.). Wicres Fournes-en-Weppes, Herlies, Illies, Marquillies és Sainghin-en-Weppes községekkel határos.

## Népesség
A település népessége az elmúlt években az alábbi módon változott:
| Lakosok száma | 424  | 451  | 482  | 498  | 522  | 522  | 533  | 544  | 562  |
|               | 2013 | 2015 | 2016 | 2017 | 2018 | 2019 | 2020 | 2021 | 2022 |